# Putain d'histoire d'amour
Pour plus de détails, voir Fiche technique et Distribution.
Putain d'histoire d'amour est un film français réalisé par Gilles Béhat et sorti en 1981.

## Synopsis
Paul est joueur au casino. Quitté par sa femme, il part à la recherche d'Eva, une strip-teaseuse qui l'a dépouillé. 

## Fiche technique
- Titre : Putain d'histoire d'amour
- Réalisation : Gilles Béhat
- Scénario : Gilles Béhat, Bruno Tardon et Jean Bany d'après sa pièce de théâtre Neuf
- Musique : Jean-Pierre Mas
- Photographie : Bernard Malaisy
- Montage : Geneviève Vaury
- Production : André de Blanzy et Benno Feingold
- Société de production : Foch Production et Link production
- Société de distribution : Planfilm (France)
- Pays :  France
- Genre : Drame et romance
- Durée : 100 minutes
- Date de sortie : 23 septembre 1981

## Distribution
- Richard Berry : Paul
- Mirella D'Angelo : Eva
- Évelyne Dress : Rose
- Didier Sauvegrain : Louis
- Yves Amoureux : Un inspecteur
- Jacques Blot : Le voleur
- Claude Brosset : L'homme dans les WC
- Jean-Pierre Castaldi : Le flic de la fourrière
- Gérard Darmon : Max
- Alain David : Le pompiste
- Arielle Dombasle : Antonella
- Alain Flick : Le valet de pied au casino
- Michèle Bernier : Une fille de la bande des Gominés
- Odile Schmitt : Une fille de la bande des Gominés
- Ticky Holgado : Un gars de la bande des Gominés
- Philippe Klébert : Un gars de la bande des Gominés
- Christophe Lambert : Le premier inspecteur
- Christophe Odent : Un joueur de pièces
- Daniel Russo : Jimmy

## Critiques
Pour le magazine Télé 7 jours, Putain d'histoire d'amour n'a « pas vraiment d'intrigue mais beaucoup d'atmosphère. Un film subtil et original. On aime ou on déteste ». 